# Saison 1933-1934 du Sporting Club nîmois
Chronologie
Saison précédente Saison suivante
La saison 1933-1934 du SC Nîmois est la deuxième saison consécutive du club gardois en première division du championnat de France, l'élite du football français. 
Le club gardois lutte pour son maintien durant toute la saison, pour terminer finalement à la 9e place du championnat, avec une marge satisfaisante par rapport au premier relégable.
Les Crocos participent également à la Coupe de France, où ils échouent dès les seizièmes de finale face au CA Paris qui finira pourtant dernier de Division Nationale.

## Compétitions

### Championnat
La saison 1933-1934 de Division Nationale est la deuxième édition du championnat de France de football. La division oppose quatorze clubs en une série de vingt-six rencontres. Le Sporting Club nîmois participe à cette compétition pour la deuxième fois de son histoire depuis la saison 1932-1933.

### Coupe de France
La coupe de France 1933-1934 est la 17e édition de la coupe de France, une compétition à élimination directe mettant aux prises les clubs de football amateurs et professionnels à travers la France métropolitaine et les DOM-TOM. Elle est organisée par la FFF et ses ligues régionales.

### Matchs officiels de la saison
Le tableau ci-dessous retrace les rencontres officielles jouées par le Sporting Club nîmois durant la saison. Les buteurs sont accompagnés d'une indication sur la minute de jeu où est marqué le but et, pour certaines réalisations, sur sa nature (penalty ou contre son camp).
| Compétition        | Débute au tour  | Place ou tour final | Matches joués | Gagnés | Nuls | Perdus | Buts pour | Buts contre | Différence |
| Division Nationale | -               | 9e                  | 26            | 11     | 3    | 12     | 68        | 72          | -4         |
| Coupe de France    | 1/32e de finale | 1/16e de finale     | 2             | 1      | 0    | 1      | 9         | 3           | +6         |
| Total              | -               | -                   | 28            | 12     | 3    | 13     | 77        | 75          | +2         |